# ماركو بيير وايت
ماركو بيير وايت (بالإنجليزية: Marco Pierre White) هو مشارك تلفزيون الواقع ‏ وصاحب مطعم بريطاني، ولد في 11 ديسمبر 1961 في ليدز في المملكة المتحدة.

## وصلات خارجية
- الموقع الرسمي
- ماركو بيير وايت على موقع IMDb (الإنجليزية)
- ماركو بيير وايت على موقع ميوزك برينز (الإنجليزية)